# Fissidens yucatanensis
Fissidens yucatanensis är en bladmossart som beskrevs av Steere 1935. Fissidens yucatanensis ingår i släktet fickmossor, och familjen Fissidentaceae. Inga underarter finns listade i Catalogue of Life.